# Taïgis
Cet article concerne le peuple taïgi. Pour la langue taïgie, voir Taïgi et Mator.
Les Taïgis sont un groupe ethnique de Sibérie à la langue éteinte. Ses membres se sont en partie assimilés à d'autres groupes. Les Taïgis n'ont jamais été étudiés ; tout ce qu'on sait d'eux est qu'ils avaient leur propre oulous, et que leur langue, le Taïgi, était proche du Mator, mais différait du Kamasse.

## Source
1. 1 2  (ru) A. M. Maloletko, ДРЕВНИЕ НАРОДЫ СИБИРИ [« Anciens peuples de Sibérie »], t. VI, Tomsk, Université gouvernementale de Tomsk,‎ 2012, 336 p. (lire en ligne [[PDF]]), p. 42.